# Shanadoo
Shanadoo war eine vierköpfige japanische, aber erst in Deutschland, später in Japan produzierte Girlgroup. Bekannt wurden sie im Sommer 2006 durch die Veröffentlichung ihrer Debütsingle King Kong.

## Bandgeschichte
Die Band setzt sich aus den Mitgliedern Marina, Manami, Junko und Chika zusammen. Produziert wurden sie von David Brandes.
Bis auf Marina arbeiteten sie in ihrer Heimat als race queens (Models auf Rennveranstaltungen) in der Werbeband Vivace zum JGTC 2004 zusammen. Sie veröffentlichten ausschließlich zwei Lieder auf zwei Kompilationen und einer DVD.
Die Lieder von Shanadoo bestanden zu Anfang teilweise aus Coverversionen des Eurodance-Projektes E-Rotic, das ebenfalls von David Brandes produziert wurde.
In Japan werden sie von der Plattenfirma Avex Trax, bei dem auch die bekannten J-Pop-Stars Ayumi Hamasaki, Kumi Kōda, Every Little Thing oder Namie Amuro unter Vertrag stehen, vermarktet. Ab 2009 veröffentlichten sie nur noch in Japan.

## Karriere

### 2006: Welcome to Tokyo
2006 erschien Welcome to Tokyo, ihr erstes Album. Der erfolgreichste Charthit daraus war King Kong, welcher neben My Samurai und Guilty of Love eine Singleauskopplung war.
Das Lied King Kong stammte im Original von E-Rotic. Dieser wurde von der J-Pop-Gruppe HINOI Team schon einmal mit einem Text in japanischer Sprache versehen. Die Melodie zu Guilty of Love stammte aus dem E-Rotic-Song The Power of Sex und bei My Samurai wurde die Melodie von Fred Come to Bed (ebenfalls von E-Rotic) verwendet.
Das Album Welcome to Tokyo erschien in Japan zusätzlich in einer DVD-Edition, welche diverse Musikvideos und Making-ofs enthält. Zu ihren Liedern tanzen Shanadoo den in Japan bekannten Tanzstil Para Para. Das japanische Album enthält vier Titel, die auf der in Deutschland verbreiteten CD nicht zu finden waren. Unter anderem auch das Stück Hypnotized. Vier Monate später erschien in Deutschland eine Limited-Edition des Albums Welcome to Tokyo inklusive der DVD. Neben den Extended-Versionen der Lieder King Kong und My Samurai beinhaltete es die Single Hypnotized sowie den Titel Sayonara Blue.
Das Lied Wake Me ist ein Cover des Titels Save Me vom 1997er-Album Gotta Get It Groovin’ der Band E-Rotic, dass bereits 2005 für die ebenfalls von David Brandes produzierte Girlgroup Vanilla Ninja als My Puzzle of Dreams gecovert wurde, dass auf dem Album Blue Tattoo erschien. 2010 coverten Brandes und Meinunger den Song abermals für die Schlagersängerin Simone unter dem deutschen Titel Wenn die Eiszeit beginnt.

### 2007: The Symbol
Am 5. Oktober 2007 erschien eine weitere Single von Shanadoo. Es handelt sich um den Song Japanese Boy, eine Neuauflage des 1981 erschienenen One-Hit-Wonders der Sängerin Aneka.
Am 7. Dezember 2007 erschienen mit The Symbol ein zweites Album und mit Think About eine weitere Single. Bei Think About vollzogen Shanadoo einen Imagewechsel, der sich in Sound und Stil niederschlug.

### Seit 2009: Aktivitäten in Japan
Nachdem 2008 in Deutschland keine Aktivitäten mehr stattfanden, verlagerten sich die Aktivitäten nach Japan, wo sie wie schon als Vivace von avex trax unter Vertrag stehen.
Dort veröffentlichten sie am 25. November 2009 ihr drittes Album Launch Party. Es besitzt einen anderen Musikstil: Electro, Dance, Drum und Bass. Die erste Single wurde Next Life; als zweite Single wurde World’s End Supernova/Love Space Ship Digital in Japan als Download veröffentlicht. Neben dem Album gibt es auch zwei Remixe von Carry On und Peaceful Morning.
Anfang 2010 erschien ein weiteres Lied von Shanadoo mit einem Feat. Paper Girl und ist auf der D.I.S.K CD von DJ Yummy mit einem weiteren Remix vorhanden. Am 9. Februar 2011 erschien als Download die Dance-Single Shine, die von Caramel Pod sowie Next Life produziert wurde. Am selben Tag gab es einen Online-Livestream, in dem Shanadoo bei ihrer Shine-Release-party World’s End Supernova sangen.
Am 15. Januar 2012 gaben sie ein Livekonzert in Tokio, was bis dato ihre letzte Aktivität in der Öffentlichkeit war. Im Mai 2014 gab die Gruppe ihre offizielle Auflösung bekannt. Das Mitglied Chika arbeitet nun als unter dem Künstlernamen „DJ C'k“ als DJ in der japanischen EDM- und Clubszene.

### 2016: Zehnjähriges Jubiläum
Am 7. März 2016 veröffentlichte DJ Cʼk anlässlich zum 10-jährigen Andenkens an Shanadoo ein Remake von My Samurai auf Soundcloud. Es ist ebenso auf YouTube verfügbar. Am 27. Juni 2016 veröffentlichte sie eine englische Version von Shanadooʼs Guilty of Love auf Soundcloud.
Am 22. Juni 2017 wurden Bilder gepostet, welche die Mädchen vereint zeigen, darüber befindet sich die Überschrift „Shanadoo 2017“. Die Bilder sind auf den Instagram- und Facebookprofilen der ehemaligen Mitgliedern verfügbar und wurden ebenfalls auf Fanseiten geteilt.

## Diskografie

### Studioalben
| Jahr | Titel Musiklabel               | Höchstplatzierung, Gesamtwochen, AuszeichnungChartsChartplatzierungen (Jahr, Titel, Musiklabel, Platzierungen, Wochen, Auszeichnungen, Anmerkungen) | Anmerkungen                             |
| Jahr | Titel Musiklabel               | DE | Anmerkungen                             |
| ---- | ------------------------------ | --- | --------------------------------------- |
| 2006 | Welcome to Tokyo Icezone Music | DE63 (5 Wo.)DE | Erstveröffentlichung: 1. Dezember 2006  |
| 2007 | The Symbol Icezone Music       | — | Erstveröffentlichung: 7. Dezember 2007  |
| 2009 | Launch Party!!! Avex Trax      | — | Erstveröffentlichung: 25. November 2009 |

### Singles
| Jahr | Titel Album                              | Höchstplatzierung, Gesamtwochen, AuszeichnungChartplatzierungen (Jahr, Titel, Album, Platzierungen, Wochen, Auszeichnungen, Anmerkungen) | Höchstplatzierung, Gesamtwochen, AuszeichnungChartplatzierungen (Jahr, Titel, Album, Platzierungen, Wochen, Auszeichnungen, Anmerkungen) | Anmerkungen                              |
| Jahr | Titel Album                              | DE | AT | Anmerkungen                              |
| ---- | ---------------------------------------- | --- | --- | ---------------------------------------- |
| 2006 | King Kong Welcome to Tokyo               | DE15 (11 Wo.)DE | AT14 (16 Wo.)AT | Erstveröffentlichung: 16. Juni 2006      |
| 2006 | My Samurai Welcome to Tokyo              | DE17 (9 Wo.)DE | AT15 (9 Wo.)AT | Erstveröffentlichung: 15. September 2006 |
| 2006 | Guilty of Love Welcome to Tokyo          | DE30 (9 Wo.)DE | AT32 (8 Wo.)AT | Erstveröffentlichung: 17. November 2006  |
| 2007 | Hypnotized Welcome to Tokyo / The Symbol | DE54 (5 Wo.)DE | AT65 (2 Wo.)AT | Erstveröffentlichung: 9. März 2007       |
| 2007 | Japanese Boy The Symbol                  | DE23 (9 Wo.)DE | — | Erstveröffentlichung: 5. Oktober 2007    |
| 2007 | Think About The Symbol                   | DE44 (3 Wo.)DE | — | Erstveröffentlichung: 7. Dezember 2007   |

### Weitere Singles
- 2009: Love Space Ship / World’s End Supernova
- 2011: Shine

## Trivia
- viele von den Liedern von Shanadoo basieren auf den Liedern der europäischen Gruppe E-Rotic. Inhaltlich haben die Versionen keinen Bezug zueinander, sondern nutzen dieselbe Melodie.

- Das Lied Wake Me (2006) wurde 2010 von der österreichischen Schlager-Sängerin Simone auf Deutsch unter dem Titel Wenn die Eiszeit beginnt gecovert. Bei beiden Liedern fungierte David Brandes als Produzent.